# Grandvelle-et-le-Perrenot
Grandvelle-et-le-Perrenot é uma comuna francesa na região administrativa de Borgonha-Franco-Condado, no departamento de Alto Sona. Estende-se por uma área de 10,44 km². Em 2010 a comuna tinha 385 habitantes (densidade: 36,9 hab./km²).